# Pseudomesauletes nuristanensis
Pseudomesauletes nuristanensis is een keversoort uit de familie Rhynchitidae. De wetenschappelijke naam van de soort is voor het eerst geldig gepubliceerd in 1959 door Voss.